# Антоніо Гонсалес (борець)
Антоніо Гонсалес (ісп. Antonio González; нар. 4 лютого 1977) — панамський борець вільного стилю, дворазовий бронзовий призер Панамериканських чемпіонатів, чемпіон Центральної Америки, срібний призер Центральноамериканських і Карибських ігор. Іноді виступав у змаганнях з греко-римської боротьби. У 1994 році став срібним призером Центральноамериканських і Карибських ігор в обох видах боротьби.

## Життєпис
Боротьбою почав займатися з 1984 року.
Виступав за спортивний клуб «Los Tiborones del Atlantico» Колон. Тренер — Антоніо Гонсалес.

## Спортивні результати на міжнародних змаганнях

### Виступи на Чемпіонатах світу
| Змагання                        | Збірна | Вагова категорія          | Місце |
| ------------------------------- | ------ | ------------------------- | ----- |
| Чемпіонат світу з боротьби 2003 | Панама | вільна боротьба, до 55 кг | 29    |
| Чемпіонат світу з боротьби 2007 | Панама | вільна боротьба, до 60 кг | 32    |

### Виступи на Панамериканських чемпіонатах
| Змагання                                   | Збірна | Вагова категорія          | Місце  |
| ------------------------------------------ | ------ | ------------------------- | ------ |
| Панамериканський чемпіонат з боротьби 1994 | Панама | вільна боротьба, до 48 кг | 8      |
| Панамериканський чемпіонат з боротьби 2000 | Панама | вільна боротьба, до 54 кг | 9      |
| Панамериканський чемпіонат з боротьби 2006 | Панама | вільна боротьба, до 55 кг | Бронза |
| Панамериканський чемпіонат з боротьби 2007 | Панама | вільна боротьба, до 60 кг | Бронза |

### Виступи на Панамериканських іграх
| Змагання                  | Збірна | Вагова категорія          | Місце |
| ------------------------- | ------ | ------------------------- | ----- |
| Панамериканські ігри 1995 | Панама | вільна боротьба, до 48 кг | 8     |
| Панамериканські ігри 2003 | Панама | вільна боротьба, до 55 кг | 4     |
| Панамериканські ігри 2007 | Панама | вільна боротьба, до 60 кг | 7     |

### Виступи на Чемпіонатах Центральної Америки
| Змагання                                      | Збірна | Вагова категорія          | Місце  |
| --------------------------------------------- | ------ | ------------------------- | ------ |
| Чемпіонат Центральної Америки з боротьби 2006 | Панама | вільна боротьба, до 55 кг | Золото |

### Виступи на Центральноамериканських і Карибських іграх
| Змагання                                     | Збірна | Вагова категорія                 | Місце  |
| -------------------------------------------- | ------ | -------------------------------- | ------ |
| Центральноамериканські і Карибські ігри 1994 | Панама | греко-римська боротьба, до 48 кг | Срібло |
| Центральноамериканські і Карибські ігри 1994 | Панама | вільна боротьба, до 48 кг        | Срібло |

### Виступи на інших змаганнях
| Змагання                                                         | Збірна | Вагова категорія          | Місце |
| ---------------------------------------------------------------- | ------ | ------------------------- | ----- |
| Олімпійський кваліфікаційний турнір з боротьби 2004 (Братислава) | Панама | вільна боротьба, до 60 кг | 28    |